# Лангран-Дюмонсо, Андре
Граф Андре Лангран-Дюмонсо (фр. André Langrand-Dumonceau; 5 января 1826, Тервюрен, Фламандский Брабант — 25 апреля 1900, Рим) — бельгийский  финансист, банкир
, предприниматель. Основатель первой общеевропейской страховой компании. Прославился на всю Европу своими усилиями по созданию католической финансовой империи в противовес еврейским и протестантским банкам.
Его идея «христианизации капитала» нашла поддержку у высшего духовенства. Основал в Брюсселе банк и часто выводил папу римского из финансовых затруднений, за что последний возвел его в графское графское достоинство. 
С 1850-х по 1870 год управлял более чем двадцатью компаниями, включая банки, страховые и железнодорожные компании, ряд из которых он основал, включая Royale Belge. Его поддерживал ряд известных деятелей, в том числе император Австрии Франца Иосифа, Наполеон III и король Бельгии Леопольд.
Его финансовый план, однако, был необоснованным, поскольку был построен на использовании акционерного капитала одной компании для использования заемного капитала другой. К концу 1860-х годов нагрузка, связанная с переводами средств в его сети, стала невыносимой.[3] Во время финансового краха 1870 года он объявил о личном банкротстве и бежал в ссылку; он был обвинён в краже, взяточничестве и преступном безрассудстве и был заочно осуждён после суда, проходившего с 1872 по 1879 год. Он умер в Риме в 1900 году.
Несмотря на поддержку Папы Пия IX, его планы оказались финансовой пирамидой.
В 1870 году его банк обанкротился. Так как в его крахе были скомпрометированы многие высокопоставленные лица, то дело старались замять, но протесты либеральной прессы вынудили возбуждение процесса: Лангран-Дюмонсо был признан злостным банкротом и приговорён к 15-летнему тюремному заключению. Осуждённый за финансовые махинации, он скрывался в разных странах, а остальные активы его компаний перешли к еврейскому финансисту Морису де Хиршу. Крах его состояния спровоцировал один из крупнейших политических и финансовых скандалов в истории Бельгии.